# Chauncey Billups
Chauncey Ray Billups (* 25. September 1976 in Denver, Colorado) ist ein ehemaliger US-amerikanischer Basketballspieler und heutiger -trainer. Er war von 1997 bis 2014 in der NBA aktiv, die meiste Zeit davon bei den Detroit Pistons. Seit 2021 ist er Cheftrainer der Portland Trail Blazers.
Billups war in seiner Karriere fünfmal NBA All-Star und gewann 2004 mit den Pistons die Meisterschaft sowie den Finals-MVP-Award. Mit dem Team USA gelang zusätzlich der Gewinn der Weltmeisterschaft 2010. 2013 war Billups erster Preisträger des Twyman-Stokes Teammate of the Year Awards für selbstloses Spiel, vorbildliches Verhalten als Mentor auf und abseits des Spielfeldes, sowie Engagement für und Hingabe an das Team. 2024 wurde er in die Naismith Memorial Basketball Hall of Fame aufgenommen.

## Profil
Mit 1,91 Metern Körpergröße und 91 kg Gewicht war Billups ein kräftiger Point Guard, der zudem einen präzisen Distanzwurf besaß. Durch seine Nervenstärke und durch wichtige Korberfolge in der Crunch-Time erhielt er den Spitznamen Mr. Big Shot.
Billups war außerdem ein exzellenter Freiwurf-Schütze und befindet sich mit einem Karrieredurchschnitt von rund 89,4 % gemeinsam mit Ray Allen auf Platz sechs der All-Time-Free Throw Percentage Leaders.

## Karriere

### High School
Billups ging auf die George Washington High School in Denver und wurde vierfacher All-State First Team Spieler, dreifacher Colorado Mr. Basketball und zweifacher Colorado Player of the Year. 1995 wurde er in das McDonald's All-American Team gewählt, konnte aber wegen einer Schulterverletzung nicht teilnehmen.

### College
Billups besuchte die University of Colorado, verließ sie jedoch ohne Abschluss, da er nach seinem zweiten Jahr bereits für die NBA gedraftet wurde. In Colorado hatte er einen Punkteschnitt von 18,5 Punkten pro Spiel und führte im zweiten Jahr die Buffaloes zu ihrem ersten Sieg in der NCAA Division I Basketball Championship seit 30 Jahren. Billups Trikotnummer 4 wurde von der Universität zurückgezogen und wird nicht mehr vergeben.

### NBA
Billups wurde 1997 in der ersten Runde des NBA-Drafts von den Boston Celtics an dritter Stelle ausgewählt. Zu Beginn seiner Karriere wurde er mehrmals transferiert und spielte nach Boston für Toronto, Denver, Orlando und Minnesota. Bei den Timberwolves hatte er in der Saison 2001–02 endlich seinen Durchbruch.

#### Detroit Pistons (2002–2008)

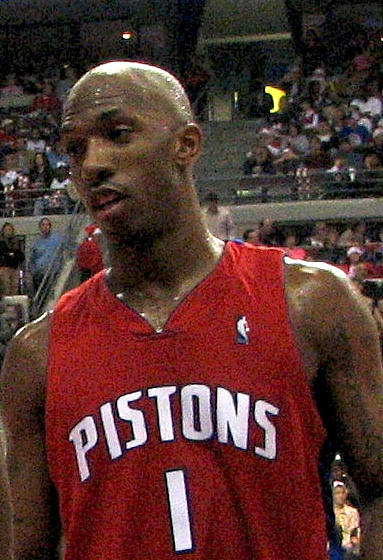
Billups im Trikot der Detroit Pistons

Durchsetzen konnte er sich 2002 schließlich bei den Detroit Pistons, wo er zu einem Schlüsselspieler wurde. Höhepunkt seiner Zeit bei den Pistons war der Gewinn der NBA-Meisterschaft 2004 und die Auszeichnung als Most Valuable Player (MVP) der NBA-Finalserie. 2005 erreichte er mit Detroit erneut das Finale, verlor aber nach sieben Spielen gegen die San Antonio Spurs.
Im Jahr 2008 wurde Billups außerdem mit dem J. Walter Kennedy Citizenship Award für soziales Engagement ausgezeichnet. Ein Jahr später erhielt er den NBA Sportsmanship Award für faires sportliches Verhalten.

#### Denver Nuggets (2008–2011)

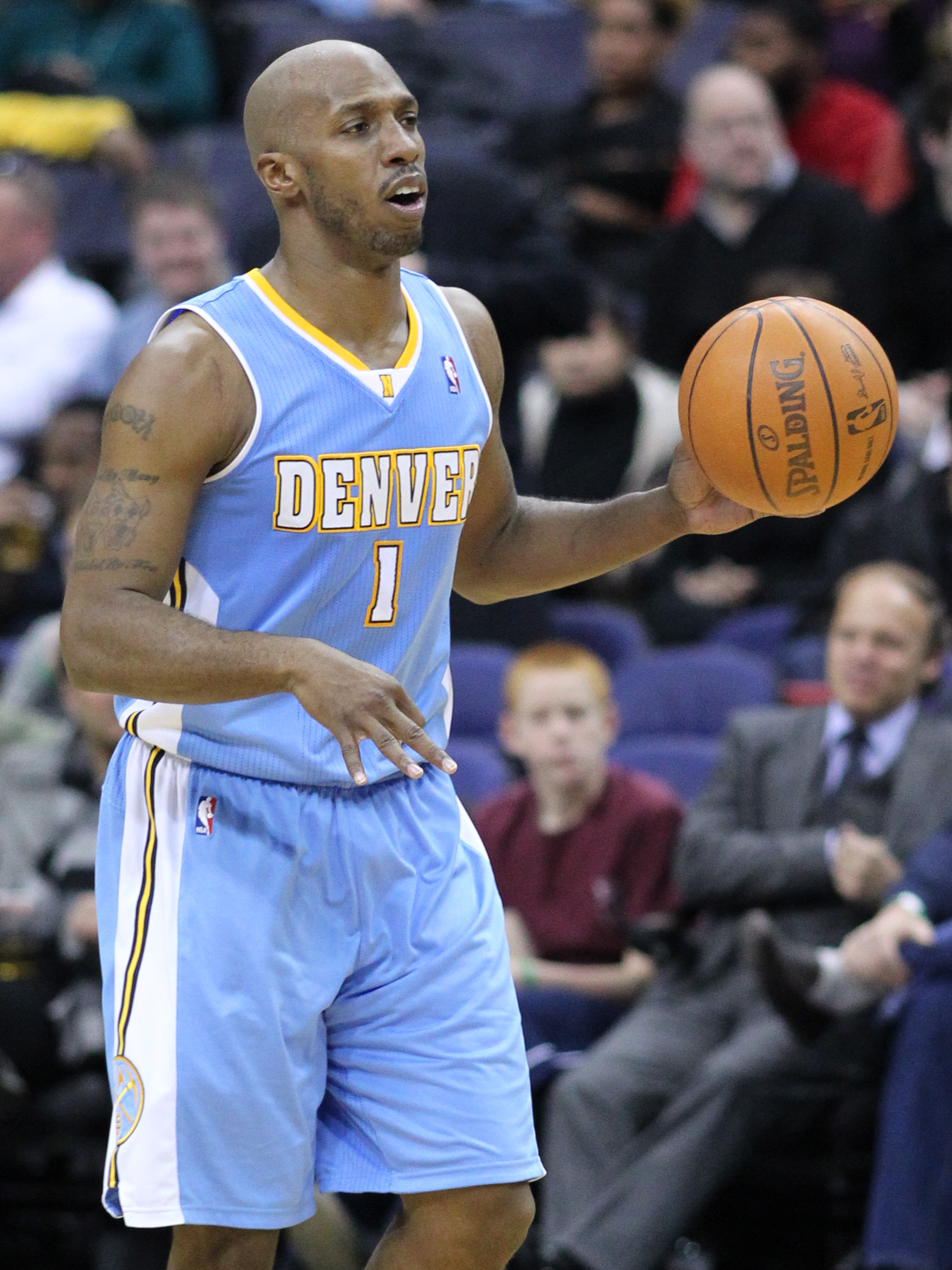
Billups mit den Denver Nuggets, 2011

Zu Beginn der Saison 2008/09 tauschten die Detroit Pistons Billups, Antonio McDyess und Cheikh Samb für Allen Iverson von den Denver Nuggets. Billups kehrte damit in seine Heimatstadt zurück und wurde zu einem wichtigen Baustein für das Erreichen des Finales der Western Conference in seiner ersten Saison bei den Nuggets, sein insgesamt siebter Conference-Finals-Einzug in Folge. Außer ihm schafften dies bisher nur Magic Johnson, Michael Cooper, Kareem Abdul-Jabbar und Kurt Rambis. In der Saison 2009/10 wurde Billups (33) zum ältesten Spieler, der jemals in diesem Alter in der NBA eine neue Karrierebestleistung für Punkte pro Spiel in einer Saison (19,5) aufstellte.

#### New York Knicks (2011)
Am 22. Februar 2011 wurde Billups zusammen mit Carmelo Anthony, Anthony Carter, Shelden Williams und Renaldo Balkman im Austausch für Raymond Felton, Danilo Gallinari, Wilson Chandler, Timofey Mozgov, einen First Round Pick sowie zwei Second Round Picks und $ 3 Millionen an die New York Knicks abgegeben. Nach der Saison 2010/2011 wurde Billups von den Knicks, via Amnesty Clause, entlassen, um genug Gehaltsspielraum zu schaffen, um Tyson Chandler zu verpflichten.

#### Los Angeles Clippers (2011–2013)
Wenige Tage nach seiner Entlassung durch die Knicks, gaben die Los Angeles Clippers ein Gebot für Billups ab. Da Billups durch die Amnesty Clause entlassen wurde, wurde er nicht wie im üblichen Fall Free Agent. Jedes NBA Team, außer den New York Knicks und Teams über der Gehaltsobergrenze, war berechtigt, um seine Rechte zu bieten, unabhängig ob Billups dieses Angebot annimmt oder nicht.
Wäre kein Gebot eingegangen, wäre Billups Free Agent geworden und hätte einen neuen (wahrscheinlich höher dotierten) Vertrag mit einem Team seiner Wahl aushandeln können. Billups hatte gedroht, im Fall, dass sich ein Team seine Rechte sichert, würde er sich aus der NBA zurückziehen. Die Differenz aus seinem Gehalt bei den New York Knicks und dem Gebot der Los Angeles Clippers betrug ca. 10 Millionen USD und musste von den New York Knicks weiter gezahlt werden. Am 6. Februar 2012 riss seine linke Achillessehne in einem Spiel gegen die Orlando Magic, wodurch er für den Rest der Saison ausfiel. Nach der Saison verlängerte Billups seinen Vertrag bei den Clippers um ein weiteres Jahr an dessen Ende er der erste Preisträger des Twyman-Stokes Teammate of the Year Awards wurde.

#### Detroit Pistons (2013–2014)
Zur Saison 2013/2014 unterzeichnete Billups einen Vertrag bis 2015 bei den Detroit Pistons, für die er bereits von 2002 bis 2008 aktiv war. Dort sollte Billups das junge Team führen und dabei helfen, das Franchise wieder in den Bereich der Play-offs zu führen. Am 10. September 2014 beendete Billups seine Karriere als professioneller Basketballspieler, nachdem sein Vertrag in Detroit nicht verlängert wurde. Zu seinen Ehren wird Billups’ Trikotnummer 1 von den Pistons nicht mehr vergeben.

## Trainertätigkeit
Billups war ab Oktober 2020 bis zum Saisonende 2020/21 als leitender Assistenztrainer des NBA-Teams der Los Angeles Clippers tätig. Seit der Saison 2021/22 ist er Cheftrainer der Portland Trail Blazers.

## Auszeichnungen und Erfolge
- NBA-Meisterschaft: 2004
- NBA-Finals MVP: 2004
- 3× All-NBA Team
  - 1× All-NBA Second Team: 2006
    - 2× All-NBA Third Team: 2007, 2008
- 5× NBA All-Star: 2006, 2007, 2008, 2009, 2010
- Basketballweltmeister (USA): 2010
- 2× NBA All-Defensive Second Team: 2005, 2006
- J. Walter Kennedy Citizenship Award 2008
  - NBA Sportsmanship Award 2009
  - Twyman-Stokes Teammate of the Year Award 2013
- Rückennummer 1 wird von den Detroit Pistons nicht mehr vergeben

## NBA-Statistiken

### Reguläre Saison
| Saison   | Team          | GP   | GS  | MPG  | FG % | 3P % | FT % | RPG | APG | SPG | BPG | PPG  |
| -------- | ------------- | ---- | --- | ---- | ---- | ---- | ---- | --- | --- | --- | --- | ---- |
| 1997–98  | Boston        | 51   | 44  | 25.4 | .390 | .339 | .817 | 2.2 | 4.3 | 1.5 | .0  | 11.1 |
| 1997–98  | Toronto       | 29   | 26  | 31.7 | .349 | .316 | .919 | 2.7 | 3.3 | 1.0 | .1  | 11.3 |
| 1998–99  | Denver        | 45   | 41  | 33.1 | .386 | .362 | .913 | 2.1 | 3.8 | 1.3 | .3  | 13.9 |
| 1999–00  | Denver        | 13   | 5   | 23.5 | .337 | .171 | .841 | 2.6 | 3.0 | .8  | .2  | 8.6  |
| 2000–01  | Minnesota     | 77   | 33  | 23.2 | .422 | .376 | .842 | 2.1 | 3.4 | .7  | .1  | 9.3  |
| 2001–02  | Minnesota     | 82   | 54  | 28.7 | .423 | .394 | .885 | 2.8 | 5.5 | .8  | .2  | 12.5 |
| 2002–03  | Detroit       | 74   | 74  | 31.4 | .421 | .392 | .878 | 3.7 | 3.9 | .9  | .2  | 16.2 |
| 2003–04  | Detroit       | 78   | 78  | 35.4 | .394 | .388 | .878 | 3.5 | 5.7 | 1.1 | .1  | 16.9 |
| 2004–05  | Detroit       | 80   | 80  | 35.8 | .442 | .426 | .898 | 3.4 | 5.8 | 1.0 | .1  | 16.5 |
| 2005–06  | Detroit       | 81   | 81  | 36.1 | .418 | .433 | .894 | 3.1 | 8.6 | .9  | .1  | 18.5 |
| 2006–07  | Detroit       | 70   | 70  | 36.2 | .427 | .345 | .883 | 3.4 | 7.2 | 1.2 | .2  | 17.0 |
| 2007–08  | Detroit       | 78   | 78  | 32.3 | .448 | .401 | .918 | 2.7 | 6.8 | 1.3 | .2  | 17.0 |
| 2008–09  | Detroit       | 2    | 2   | 35.0 | .333 | .286 | .918 | 5.0 | 7.5 | 1.5 | .5  | 12.5 |
| 2008–09  | Denver        | 77   | 77  | 35.3 | .420 | .410 | .900 | 3.0 | 6.4 | 1.2 | .2  | 17.9 |
| 2009–10  | Denver        | 73   | 73  | 34.1 | .418 | .386 | .910 | 3.1 | 5.6 | 1.1 | .1  | 19.5 |
| 2010–11  | Denver        | 51   | 51  | 32.3 | .438 | .441 | .923 | 2.5 | 5.3 | 1.0 | .2  | 16.5 |
| 2010–11  | New York      | 21   | 21  | 31.6 | .403 | .328 | .902 | 3.1 | 5.5 | .9  | .1  | 17.5 |
| 2011–12  | L.A. Clippers | 20   | 20  | 30.4 | .364 | .384 | .895 | 2.5 | 4.0 | .5  | .2  | 15.0 |
| 2013     | L.A. Clippers | 22   | 22  | 19.0 | .402 | .367 | .938 | 1.5 | 2.2 | .5  | .0  | 8.4  |
| 2013–14  | Detroit       | 19   | 7   | 16.3 | .304 | .292 | .833 | 1.5 | 2.2 | .4  | .1  | 3.8  |
| Gesamt   | Gesamt        | 1043 | 937 | 31.6 | .415 | .387 | .894 | 2.9 | 5.4 | 1.0 | .2  | 15.2 |
| All-Star | All-Star      | 5    | 0   | 19.0 | .455 | .320 | .750 | 2.2 | 5.0 | .4  | .0  | 10.2 |

### Playoffs
| Saison  | Team          | GP  | GS  | MPG  | FG % | 3P % | FT %  | RPG | APG | SPG | BPG | PPG  |
| ------- | ------------- | --- | --- | ---- | ---- | ---- | ----- | --- | --- | --- | --- | ---- |
| 2001    | Minnesota     | 3   | 0   | 8.7  | .167 | .000 | 1.000 | 1.7 | .7  | .0  | .0  | 1.0  |
| 2002    | Minnesota     | 3   | 3   | 44.7 | .451 | .400 | .700  | 5.0 | 5.7 | 1.0 | .3  | 22.0 |
| 2003    | Detroit       | 14  | 14  | 34.6 | .374 | .310 | .933  | 3.4 | 4.7 | .6  | .1  | 18.0 |
| 2004    | Detroit       | 23  | 23  | 38.3 | .385 | .346 | .890  | 3.0 | 5.9 | 1.3 | .1  | 16.4 |
| 2005    | Detroit       | 25  | 25  | 39.4 | .428 | .349 | .893  | 4.3 | 6.5 | 1.0 | .2  | 18.7 |
| 2006    | Detroit       | 18  | 18  | 39.2 | .406 | .340 | .905  | 3.4 | 6.5 | 1.2 | .1  | 17.9 |
| 2007    | Detroit       | 16  | 16  | 40.6 | .435 | .389 | .832  | 3.3 | 5.7 | 1.2 | .1  | 18.6 |
| 2008    | Detroit       | 15  | 15  | 32.0 | .401 | .375 | .832  | 2.9 | 5.5 | .8  | .1  | 16.1 |
| 2009    | Denver        | 16  | 16  | 38.7 | .457 | .468 | .906  | 3.8 | 6.8 | 1.3 | .3  | 20.6 |
| 2010    | Denver        | 6   | 6   | 34.5 | .446 | .355 | .881  | 2.3 | 6.3 | 1.0 | .5  | 20.6 |
| 2011    | New York      | 1   | 1   | 35.0 | .273 | .333 | 1.000 | 2.0 | 4.0 | .0  | .0  | 10.0 |
| 2012–13 | L.A. Clippers | 6   | 6   | 19.2 | .306 | .353 | .818  | 2.0 | 1.0 | .2  | .2  | 6.2  |
| Gesamt  | Gesamt        | 146 | 143 | 36.4 | .411 | .366 | .880  | 3.4 | 5.7 | 1.0 | .2  | 17.3 |